# Rundfunkjahr 2000

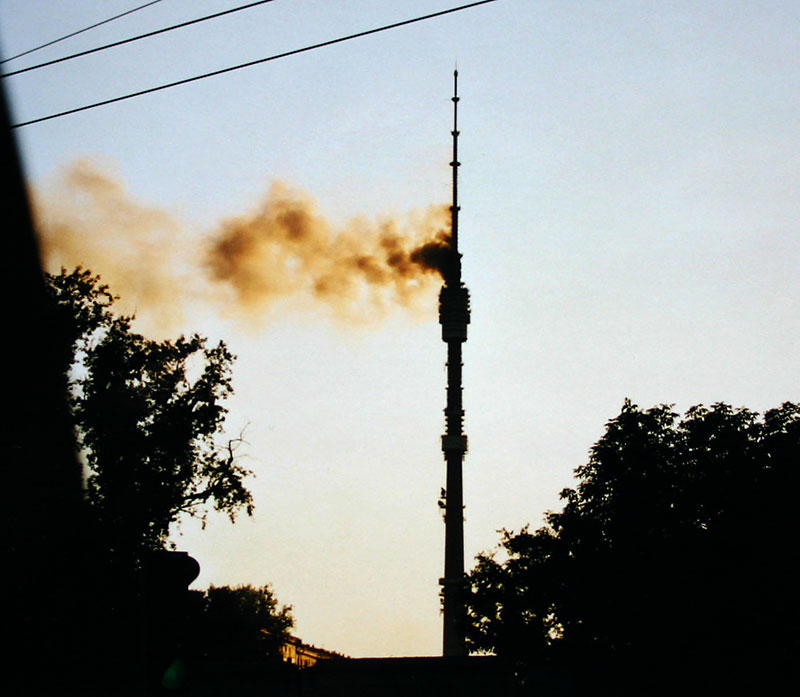
Der brennende Ostankino-Fernsehturm

Liste der Rundfunkjahre

◄◄ | ◄ | 1996 | 1997 | 1998 | 1999 | Rundfunkjahr 2000 | 2001 | 2002 | 2003 | 2004 | ► | ►►

Weitere Ereignisse

## Allgemein
- August – Die Brüder Marc, Oliver und Alexander Samwer gründen Jamba!, das innerhalb von nur wenigen Jahren zu einem der erfolgreichsten, aber auch umstrittensten Internetunternehmen der 2000er aufsteigt. Um seine Produkte, in erster Linie Handyklingeltöne und Handywallpapers, zu vertreiben, bedient sich Jamba! aggressiv eingesetzter, grell-bunter Fernsehwerbung auf Musikkanälen wie MTV oder VIVA. Mitte der 2000er bestanden Werbeblöcke dieser und ähnlicher Sender zum größten Teil aus Klingeltonwerbung.
- 27. August – Ein Brand auf dem 540 Meter hohen Ostankino-Fernsehturm in Moskau fordert vier Menschenleben.

## Hörfunk
- 1. Januar – In Sachsen und Sachsen-Anhalt geht der MDR-Sender Jump auf Sendung.
- 31. Januar – Letzter Sendetag von Blue Danube Radio.
- Februar – Aufgrund der Kontroverse zwischen Jörg Haider und dem Kabarettduo Stermann & Grissemann wegen eines angeblichen Mordaufrufs erhalten diese vom ORF Sendeverbot, was zu einer etwa drei Monate andauernden Zwangspause der Satiresendung Salon Helga führt.[1]
- 1. Februar – Der österreichische Jugendsender FM4 wird zum 24-Stunden-Programm.
- 1. April – Das bisher nur über Internet verbreitete ARD-Jugendradio Dasding wird in den Ballungsgebieten von Baden-Württemberg und Rheinland-Pfalz auch auf UKW-Frequenzen angeboten.
- 1. Juli – Auf Ö1 wird die letzte Ausgabe der Radioshow Ein Pferd kehrt heim[2] mit Willi Resetarits ausgestrahlt.

## Fernsehen
- 9. Januar – Der WDR strahlt die erste Ausgabe seiner Dokumentationsreihe Die Story aus.
- 23. Januar – Bei der Verleihung der 57. Golden Globe Awards in Los Angeles werden die Fernsehserien Die Sopranos sowie Sex and the City ausgezeichnet.
- 24. Januar – Auf ORF 1 wird die erste Folge von Die Millionenshow, der österreichischen Version von Who Wants to Be a Millionaire?, moderiert von Rainhard Fendrich ausgestrahlt.
- 24. Januar – Mit N24 nimmt (nach dem 1992 gegründeten n-tv) der zweite Nachrichtensender Deutschlands sein Programm auf.
- 28. Februar – Auf RTL II beginnt die erste – in der Öffentlichkeit heftig diskutierte – Staffel von Big Brother.
- 1. März – Start des Schlagersenders Goldstar TV.
- 1. Mai – Das gemeinsame Spartenprogramm von ARD und ZDF, Kinderkanal, tritt unter dem Namen KI.KA auf.
- 13. Mai – Das niederländische Fernsehen NPO bricht wegen der verheerenden Explosionskatastrophe von Enschede bei der 23 Menschen ums Leben kommen, vorzeitig die Übertragung des Eurovision Song Contest 2000 ab.
- 10. August – Im ORF ist die erste Ausgabe von Wickie, Slime & Paiper zu sehen. Ursprünglich Ende der 1990er Jahre als Phänomen in Internetforen entstanden, arbeitet die Sendung Pop- und Alltagskultur der 1970er Jahre mit vorwiegend österreichischen Schwerpunkt auf.
- 5. August – Alexander Huber und Anika Böcher feiern bei Tabaluga tivi ihre vorerst letzte Sendung aus dem Grünlandstudio.
- 2. September – Das ZDFtivi strahlt die 150. Sendung von Tabaluga tivi mit einem neuen Studio aus.
- 16. September – Der ORF strahlt die erste Staffel des Realityformats Taxi Orange aus.
- 1. Oktober – MTV strahlt zum ersten Mal das Realityformat Jackass aus.
- 14. Oktober – Der Tigerenten Club feiert seine 250. Sendung.
- 12. Dezember – Das ZDF zeigt die letzte Ausgabe des Politikmagazins Frontal.
- 16. Dezember – Nach 32 Jahren geht die Ära der ZDF-Hitparade mit Folge 368 zu ende.

## Gestorben
- 4. Januar – Diether Krebs, deutscher Schauspieler (Ein Herz und eine Seele) stirbt 52-jährig in Hamburg.
- 19. Februar – Sepp Riff, österreichischer Kameramann stirbt 72-jährig.
- 3. März – Otto Grünmandl, österreichischer Kabarettist, Regisseur und Schriftsteller, stirbt 75-jährig in Hall in Tirol. Grünmandl, der in den 1970er Jahren Leiter der Literaturabteilung des ORF-Landesstudio Tirol war, wurde besonders durch seine satirischen Alpenländischen Interviews bekannt.
- 3. März – Michael Leckebusch, deutscher Fernsehproduzent (Beat-Club) stirbt 62-jährig in Osterholz-Scharmbeck.
- 13. Juli – Ursula Langrock, deutsche Schauspielerin und Hörspielsprecherin (u. a. Steve Temple in dem Hörspiel-Mehrteiler Paul Temple und der Fall Madison) stirbt 74-jährig in Hamburg.
- 25. Juli – Charlotte Schreiber-Just, deutsche Schauspielerin und Hörspielsprecherin stirbt kurz vor ihrem 86. Geburtstag in Stuttgart.
- 12. August – Max Grießer, deutscher Schauspieler (Münchner Geschichten, Königlich Bayerisches Amtsgericht, Bertl Moosgruber in Polizeiinspektion 1) stirbt 71-jährig in Eppstein.
- 17. September – Paula Yates, britische Fernsehmoderatorin stirbt 41-jährig in London.
- 10. Oktober – Günter Brödl, österreichischer Musikjournalist (Die Musicbox) und Songtexter stirbt 45-jährig in Wien.
- 15. November – Heinz Geggel, Leiter der Abteilung Agitation im ZK der SED und Intendant des Deutschlandsenders stirbt 79-jährig in Berlin.
- 19. November – Ruth Mönch, deutsche Hörfunkmoderatorin beim Südwestrundfunk stirbt 74-jährig in Stuttgart.